# Pseudomaenas leucograpta
Pseudomaenas leucograpta là một loài bướm đêm trong họ Geometridae.